# Altza
Altza (Baskisch. Spaans: Alza) is een van de 17 districten van de Spaanse stad San Sebastian. Het district grenst in het noorden aan de gemeente Pasaia en heeft een klein stukje kust van de Baai van Pasaia, in het oosten grenst het district aan de gemeente Errenteria, in het zuiden aan de gemeente Astigarraga, en in het westen aan de districten Martutene, Loiola, Intxaurrondo en Miracruz-Bidebieta van San Sebastian. In 2020 had het district 20.451 inwoners.

## Geschiedenis
Historisch heeft Altza bijna altijd bij de gemeente San Sebastian gehoord, hoewel het meerdere malen een zelfstandige gemeente is geweest die een groot gedeelte van het oosten van de huidige gemeente San Sebastian besloeg, zoals tussen 1821-1823 en 1879-1940. Het was een landelijk gebied, waarvan de kern lag op de heuvel die de Baai van Pasaia overziet, met aan die baai een havenbuurt, Herrera genaamd. Verder behoorde een aantal boerderijen tot Altza.
Na de annexatie in 1940, en vooral tijdens de grote instroom van immigranten in de jaren '60 en '70 van de 20e eeuw, werd het gebied in rap tempo bebouwd, en ontstonden nieuwe wijken zoals Bidebieta en Intxaurrondo, die tegenwoordig als aparte wijken worden gezien. Alleen de oude kern en het gedeelte aan de Baai van Pasaia behoren nog tot het district Altza.

## Transport
Het is een van de districten die het verst verwijderd is van het centrum van de stad, maar er zijn goede wegen en transportverbindingen zoals bus en trein die het de wijk met de rest van de stad verbinden, zowel met het centrum als met andere delen. Zo stopt de Metro van San Sebastian in Altza zelf (metrostation Altza) en Herrera (metrostation Herrera), en ligt het spoorwegstation Herrera aan een voorstadlijn.
Aiete · Altza · Amara Berri · Antiguo · Ategorrieta-Ulia · Añorga · Centro · Egia · Gros · Ibaeta · Igeldo · Intxaurrondo · Loiola · Martutene · Miracruz-Bidebieta · Miramon-Zorroaga · Zubieta